# Scutellaria langbianensis
Scutellaria langbianensis là một loài thực vật có hoa trong họ Hoa môi. Loài này được Wernham miêu tả khoa học đầu tiên năm 1921.